# Мегали Вретания (хотел в Солун)
„Мегали Вретания“ (на гръцки: «Μεγάλη Βρετανία») е исторически хотел в град Солун, Гърция.

## Местоположение
Хотелът е разположен на главната солунска улица „Егнатия“ № 48 в центъра на града.

## История
Сградата на хотела е построена в 1924 година по проект на архитект Максимилиан Рубенс и е собственост на Адам Ладенис, И. Цаликидис и братя Сократ и Константинос Петридис. Първоначално в нея се помещават частни жилища и офиси. В зданието се помещава кметството на Солун от 1927 до 1931 година, а след това работи като първокласен хотел с името „Великобритания“ и е един от около 80 хотела, работещи в града след 1920 година. Той е обявен за културна ценност и е включен в списъка в 1983 година. Днес в него се помещава Факултетът по журналистика и масови комуникации на Солунския университет.

## Архитектура
В архитектурно отношение сградата е образец на еклектичната архитектура. Първоначално се състои от партер и три етажа. Някъде след 1957 година е добавен още един етаж – факт, който е видим, ако се обърне внимание на корниза между третия и четвъртия етаж. Скоро след това е добавен и пети етаж, за да се задоволят нуждите на университета, който се помещава по това време в сградата. Визуално зданието е разделено на пет вертикални зони и съчетава неокласически елементи (мазилка, балюстрада), но също така и ренесансови елементи (табла, растителни декорации, гирлянди по парапетите). Всеки етаж е декориран по различен начин отвън, което става веднага очевидно, ако наблюдаваме дограмата. Четвъртият етаж е диференциран, с два балкона, които се отдръпват навътре в сградата и стълбове, които се опитват да запазят вече съществуващите линии на останалите етажи. Последният етаж следва модерни архитектурни линии.